# 金炅鎬
金炅鎬（：／ Kim Gyong-ho，1959年12月20日—）是大韓民國保守派政治人物，現任首爾特別市廣津區區廳長。

## 事件
2021年12月，加入國民力量，吳世勳市長在2021年補選中申請空缺的廣津區議長一職，在第二8次全國同時地方選舉前夕，當選為黨代表。
2022年4月6日辭去黨會會長職務競選廣津區區長，2022年5月1日國民力量被確認為廣津區區長候選人。
隨後，在第8次全國和地方同步選舉中，他以51.2%的得票率擊敗時任區長、共同民主黨金善甲，當選廣津區區廳長。